# Dave Dowle
Dave Dowle (Londen, 20 oktober 1953) is een Brits drummer.

## Levensloop
Dowle speelde reeds op 13-jarige leeftijd in zijn eerste groepje Canterburry Glass naast de latere Genesis-gitarist Steve Hackett. Later werkte Dowle nog samen met onder anderen PP Arnold en Doris Troy vooraleer een groepje Curly te vormen dat opnamen deed bij de befaamde John Peel Sessions in november 1973.
Medemuzikanten Steve Farr en Stewart Blandameer zouden later bij de Q-Tips van Paul Young terechtkomen.
De volgende groep van Dowle werd Brian Augers Oblivion Express, waarmee hij door de VS toerde en één album opnam.
In september 1976 trad Dowle toe tot The Streetwalkers van Roger Chapman. Het zou slechts amper een jaar duren voor de groep ophield te bestaan.
Samen met Streetwalkers' keyboardspeler Brian Johnstone trad Dowle toe tot de allereerste incarnatie van David Coverdales Whitesnake, die maar even zou duren, want hij werd al snel door Ian Paice vervangen.
Hij deed ondertussen ook nog sessiewerk voor de groep Runner, een studiogroep ontstaan uit de restanten van bands zoals The Arrows en Rare Bird, en de soundtrack van de Bee Gees-versie van Sgt Peppers.
Daarna speelde Dowle nog kort bij Midnight Flyer en deed hij een sessie met de groep Cheetah (band) alvorens in de anonimiteit te verdwijnen als tuinarchitect. Hij verscheen alleen nog terug bij zijn oude Whitesnake-kompanen Bernie Marsden en Micky Moody in hun Moody/Marsden-band in de jaren negentig, waarmee hij toerde en één live-cd opnam.

## Discografie
- 1975 - Brian Augers Oblivion Express - Reïnforcement
- 1977 - Streetwalkers - Viscious but fair
- 1977 - Streetwalkers - Live
- 1977 - Streetwalkers - Best Of (1990)
- 1978 - Runner - Runner
  - 1978 - Runner - Run for your life (7")
  - 1978 - Runner - Fooling myself (7")
- 1978 - Kevin Lamb - Sailing down the years (lp/cd)
  - 1978 - Kevin Lamb - On the wrong track (7")
- 1978 - Amanda Lear - Diamonds for Breakfast
  - 1978 - Amanda Lear - Diamonds (7")
  - 1978 - Amanda Lear - Fabulous Lover Love Me (7")
- 1978 - Various Artists - Sgt Peppers Lonely Hearts Club Band
- 1978 - Whitesnake - Snakebite
- 1978 - Whitesnake - Trouble
- 1979 - Whitesnake - Lovehunter
- 1979 - Whitesnake - Live at Hammersmith (Japan only)
- 1980 - Whitesnake - Live... in the heart of the city
- 1981 - Bernardo Lanzetti - Gente Nervosa
- 1981 - Maggie Bell & Midnight Flyer - Live Montreux (dvd uit 2007)
- 1981 - Midnight Flyer - Midnight Flyer
  - 1981 - Midnight Flyer - Hey Boy (7")
  - 1981 - Midnight Flyer - In my eyes (7")
- 1982 - Midnight Flyer - Rock-'n-Roll Party
  - 1982 - Midnight Flyer - Waiting for you (7")
  - 1982 - Midnight Flyer - Rough Trade (7")
- 1985 - Musical Soundtrack - Are You Lonesome Tonight
- 1987 - Leo Lyons The Kick - Heartland
- 199? - Moody/Marsden Band -
- 1997 - Renaissance (band) - Sheherazade & Other stories
- 2004 - Alan Merrill - Aleecat

- MusicBrainz: 9034a5c6-9541-4aab-9466-5945210a1aac
- Virtual International Authority File: 2178154260686924480009